# Europaspiele 2015/Teilnehmer (Estland)
| Gelbes Symbol für Goldmedaillen mit stilisierten Olympischen Ringen | Graues Symbol für Silbermedaillen mit stilisierten Olympischen Ringen | Braundes Symbol für Bronzemedaillen mit stilisierten Olympischen Ringen |
| ------------------------------------------------------------------- | --------------------------------------------------------------------- | ----------------------------------------------------------------------- |
| —                                                                   | 1                                                                     | 2                                                                       |

Estland nahm in Baku an den Europaspielen 2015 teil. Vom Eesti Olümpiakomitee wurden 59 Athleten in 12 Sportarten nominiert.

## Badminton
| Athleten                    | Wettbewerb | Gruppenphase                             | Gruppenphase        | Gruppenphase | Gruppenphase | Achtelfinale       | Achtelfinale        | Viertelfinale | Viertelfinale | Halbfinale | Halbfinale | Finale | Finale   | Rang |
| Athleten                    | Wettbewerb | Gegner                                   | Ergebnis            | Punkte       | Rang         | Gegner             | Ergebnis            | Gegner        | Ergebnis      | Gegner     | Ergebnis   | Gegner | Ergebnis | Rang |
| --------------------------- | ---------- | ---------------------------------------- | ------------------- | ------------ | ------------ | ------------------ | ------------------- | ------------- | ------------- | ---------- | ---------- | ------ | -------- | ---- |
| Frauen                      |            |                                          |                     |              |              |                    |                     |               |               |            |            |        |          |      |
| Kati Tolmoff                | Einzel     | Chloe Magee                              | 21:18, 21:17        | 4            | 1            | Ksenia Polikarpova | 21:19, 15:21, 19:21 | –             | –             | –          | –          | –      | –        |      |
| Kati Tolmoff                | Einzel     | Lianne Tan                               | 21:17, 12:21, 13:21 | 4            | 1            | Ksenia Polikarpova | 21:19, 15:21, 19:21 | –             | –             | –          | –          | –      | –        |      |
| Kati Tolmoff                | Einzel     | Kristīne Šefere                          | 21:15, 21:13        | 4            | 1            | Ksenia Polikarpova | 21:19, 15:21, 19:21 | –             | –             | –          | –          | –      | –        |      |
| Kristin Kuuba Helina Rüütel | Doppel     | Carola Bott Jennifer Karnott             | 12:21, 21:16, 17:21 | 2            | 3            | –                  | –                   | –             | –             | –          | –          | –      | –        |      |
| Kristin Kuuba Helina Rüütel | Doppel     | Anastasiya Cherniavskaya Alessja Sajzawa | 21:15, 21:15        | 2            | 3            | –                  | –                   | –             | –             | –          | –          | –      | –        |      |
| Kristin Kuuba Helina Rüütel | Doppel     | Lena Grebak Maria Helsbøl                | 19:21, 9:21         | 2            | 3            | –                  | –                   | –             | –             | –          | –          | –      | –        |      |
| Männer                      |            |                                          |                     |              |              |                    |                     |               |               |            |            |        |          |      |
| Raul Must                   | Einzel     | Dieter Domke                             | 23:21, 21:13        | 2            | 1            | –                  | –                   | –             | –             | –          | –          | –      | –        |      |
| Raul Must                   | Einzel     | Pablo Abián                              | 19:21, 15:21        | 2            | 1            | –                  | –                   | –             | –             | –          | –          | –      | –        |      |
| Raul Must                   | Einzel     | Iztok Utroša                             | 17:21, 16:21        | 2            | 1            | –                  | –                   | –             | –             | –          | –          | –      | –        |      |

## Basketball 3x3
| Athleten                                           | Gruppenphase                                   | Achtelfinale | Achtelfinale | Viertelfinale | Viertelfinale | Halbfinale | Halbfinale | Finale/Spiel um Bronze | Finale/Spiel um Bronze | Rang |
| Athleten                                           | Gruppenphase                                   | Gegner       | Ergebnis     | Gegner        | Ergebnis      | Gegner     | Ergebnis   | Gegner                 | Ergebnis               | Rang |
| -------------------------------------------------- | ---------------------------------------------- | ------------ | ------------ | ------------- | ------------- | ---------- | ---------- | ---------------------- | ---------------------- | ---- |
| Männer                                             |                                                |              |              |               |               |            |            |                        |                        |      |
| Martin Dorbek Renato Lindmets Ardi Oja Siim Raudla | Griechenland 16:19 Serbien 17:18 Italien 11:21 | Russland     | 18:19        | –             | –             | –          | –          | –                      | –                      |      |

## Beachvolleyball
| Athleten                | Gruppenphase                                          | 1. Runde (32er)                                    | 1. Runde (32er) | Achtelfinale | Achtelfinale | Viertelfinale | Viertelfinale | Halbfinale | Halbfinale | Finale/Spiel um Bronze | Finale/Spiel um Bronze | Rang |
| Athleten                | Gruppenphase                                          | Gegner                                             | Ergebnis        | Gegner       | Ergebnis     | Gegner        | Ergebnis      | Gegner     | Ergebnis   | Gegner                 | Ergebnis               | Rang |
| ----------------------- | ----------------------------------------------------- | -------------------------------------------------- | --------------- | ------------ | ------------ | ------------- | ------------- | ---------- | ---------- | ---------------------- | ---------------------- | ---- |
| Männer                  |                                                       |                                                    |                 |              |              |               |               |            |            |                        |                        |      |
| Kristo Kollo Rivo Vesik | Spanien 2:1 Österreich 0:2 Vereinigtes Königreich 2:0 | Frankreich Jean-Baptiste Daguerre Yannick Salvetti | 0:2             | –            | –            | –             | –             | –          | –          | –                      | –                      |      |

## Bogenschießen
| Athleten                    | Wettbewerb | Platzierungsrunde | Platzierungsrunde | 1. Runde (64er) | 1. Runde (64er) | 2. Runde (32er) | 2. Runde (32er) | Achtelfinale | Achtelfinale | Viertelfinale | Viertelfinale | Halbfinale | Halbfinale | Finale/Spiel um Bronze | Finale/Spiel um Bronze | Rang |
| Athleten                    | Wettbewerb | Ringe             | Rang              | Gegner          | Ergebnis        | Gegner          | Ergebnis        | Gegner       | Ergebnis     | Gegner        | Ergebnis      | Gegner     | Ergebnis   | Gegner                 | Ergebnis               | Rang |
| --------------------------- | ---------- | ----------------- | ----------------- | --------------- | --------------- | --------------- | --------------- | ------------ | ------------ | ------------- | ------------- | ---------- | ---------- | ---------------------- | ---------------------- | ---- |
| Frauen                      |            |                   |                   |                 |                 |                 |                 |              |              |               |               |            |            |                        |                        |      |
| Laura Nurmsalu              | Einzel     | 617               | 46                | Alicia Marin    | 2 : 6           | –               | –               | –            | –            | –             | –             | –          | –          | –                      | –                      |      |
| Männer                      |            |                   |                   |                 |                 |                 |                 |              |              |               |               |            |            |                        |                        |      |
| Jaanus Gross                | Einzel     | 636               | 49                | Antti Tekoniemi | 1 : 7           | –               | –               | –            | –            | –             | –             | –          | –          | –                      | –                      |      |
| Mixed                       |            |                   |                   |                 |                 |                 |                 |              |              |               |               |            |            |                        |                        |      |
| Laura Nurmsalu Jaanus Gross | Team       | 1253              | 26                | –               | –               | –               | –               | –            | –            | –             | –             | –          | –          | –                      | –                      |      |

## Boxen
| Athleten         | Wettbewerb                  | 1. Runde (32er) | 1. Runde (32er) | Achtelfinale | Achtelfinale | Viertelfinale | Viertelfinale | Halbfinale | Halbfinale | Finale | Finale   | Rang |
| Athleten         | Wettbewerb                  | Gegner          | Ergebnis        | Gegner       | Ergebnis     | Gegner        | Ergebnis      | Gegner     | Ergebnis   | Gegner | Ergebnis | Rang |
| ---------------- | --------------------------- | --------------- | --------------- | ------------ | ------------ | ------------- | ------------- | ---------- | ---------- | ------ | -------- | ---- |
| Männer           |                             |                 |                 |              |              |               |               |            |            |        |          |      |
| Andrei Hartšenko | Weltergewicht bis 69 kg     | –               | –               | Abass Baraou | 0:3          | –             | –             | –          | –          | –      | –        |      |
| Ainar Karlson    | Halbschwergewicht bis 81 kg | Boško Drašković | 1:2             | –            | –            | –             | –             | –          | –          | –      | –        |      |
| Rain Karlson     | Schwergewicht bis 91 kg     | Bahram Muzaffer | 1:2             | –            | –            | –             | –             | –          | –          | –      | –        |      |

## Fechten
| Athleten           | Wettbewerb       | Gruppenphase | Gruppenphase | 1. Runde (32er) | 1. Runde (32er) | Achtelfinale         | Achtelfinale | Viertelfinale   | Viertelfinale | Halbfinale / Klassifikation | Halbfinale / Klassifikation | Finale / Platzierung | Finale / Platzierung | Rang   |
| Athleten           | Wettbewerb       | Bilanz       | Platzierung  | Gegner          | Ergebnis        | Gegner               | Ergebnis     | Gegner          | Ergebnis      | Gegner                      | Ergebnis                    | Gegner               | Ergebnis             | Rang   |
| ------------------ | ---------------- | ------------ | ------------ | --------------- | --------------- | -------------------- | ------------ | --------------- | ------------- | --------------------------- | --------------------------- | -------------------- | -------------------- | ------ |
| Frauen             |                  |              |              |                 |                 |                      |              |                 |               |                             |                             |                      |                      |        |
| Julia Beljajeva    | Degen Einzel     | 4:2 Siege    | 2            | Lis Fautsch     | 15:8            | Tatjana Andrjuschina | 15:11        | Erika Kirpu     | 11:15         | –                           | –                           | –                    | –                    |        |
| Irina Embrich      | Degen Einzel     | 3:3 Siege    | 4            | Katrina Lehis   | 14:15           | –                    | –            | –               | –             | –                           | –                           | –                    | –                    |        |
| Erika Kirpu        | Degen Einzel     | 3:3 Siege    | 4            | Emma Samuelsson | 15:11           | Jana Schemjakina     | 14:13        | Julia Beljajeva | 15:11         | Ana Maria Brânză            | 11:12                       | –                    | –                    | Bronze |
| Katrina Lehis      | Degen Einzel     | 3:3 Siege    | 3            | Irina Embrich   | 15:14           | Ana Maria Brânză     | 12:15        | –               | –             | –                           | –                           | –                    | –                    |        |
| Degen Mannschaft   | Degen Mannschaft | –            | –            | –               | –               | –                    | –            | Ungarn          | 45:36         | Italien                     | 45:36                       | Rumänien             | 25:31                | Silber |
| Männer             |                  |              |              |                 |                 |                      |              |                 |               |                             |                             |                      |                      |        |
| Nikolai Novosjolov | Degen Einzel     | 5:1 Siege    | 1            | –               | –               | Sergei Chodos        | 12:15        | –               | –             | –                           | –                           | –                    | –                    |        |

## Judo
| Athleten            | Wettbewerb         | 1. Runde                  | 1. Runde  | 2. Runde                 | 2. Runde  | Achtelfinale             | Achtelfinale | Viertelfinale | Viertelfinale | Hoffnungsrunde Halbfinale | Hoffnungsrunde Halbfinale | Halbfinale | Halbfinale | Hoffnungsrunde Finale | Hoffnungsrunde Finale | Finale / Kampf um Bronze | Finale / Kampf um Bronze | Rang |
| Athleten            | Wettbewerb         | Gegner                    | Ergebnis  | Gegner                   | Ergebnis  | Gegner                   | Ergebnis     | Gegner        | Ergebnis      | Gegner                    | Ergebnis                  | Gegner     | Ergebnis   | Gegner                | Ergebnis              | Gegner                   | Ergebnis                 | Rang |
| ------------------- | ------------------ | ------------------------- | --------- | ------------------------ | --------- | ------------------------ | ------------ | ------------- | ------------- | ------------------------- | ------------------------- | ---------- | ---------- | --------------------- | --------------------- | ------------------------ | ------------------------ | ---- |
| Männer              |                    |                           |           |                          |           |                          |              |               |               |                           |                           |            |            |                       |                       |                          |                          |      |
| Ilias Avir          | Klasse bis 66 kg   | –                         | –         | Sugoi Uriarte            | 0002-1000 | –                        | –            | –             | –             | –                         | –                         | –          | –          | –                     | –                     | –                        | –                        |      |
| Künter Rothberg     | Klasse bis 73 kg   | Eetu Laamanen             | 0113-1003 | –                        | –         | –                        | –            | –             | –             | –                         | –                         | –          | –          | –                     | –                     | –                        | –                        |      |
| Jevgeni Salejev     | Klasse bis 81 kg   | –                         | –         | Konstantins Ovchinnikovs | 0101-0001 | Awtandil Tschrikischwili | 000-100      | –             | –             | –                         | –                         | –          | –          | –                     | –                     | –                        | –                        |      |
| Kristjan Toniste    | Klasse bis 81 kg   | Adrian Nacimiento Lorenzo | 0013-1011 | –                        | –         | –                        | –            | –             | –             | –                         | –                         | –          | –          | –                     | –                     | –                        | –                        |      |
| Aleksandr Marmeljuk | Klasse bis 90 kg   | –                         | –         | Aleksandar Kukolj        | 0001-1000 | –                        | –            | –             | –             | –                         | –                         | –          | –          | –                     | –                     | –                        | –                        |      |
| Grigori Minaskin    | Klasse bis 100 kg  | –                         | –         | Jorge Fonseca            | 0002-0022 | –                        | –            | –             | –             | –                         | –                         | –          | –          | –                     | –                     | –                        | –                        |      |
| Juhan Mettis        | Klasse über 100 kg | –                         | –         | Daniel Allerstorfer      | 1002-0001 | Roy Meyer                | 0003-0001    | –             | –             | –                         | –                         | –          | –          | –                     | –                     | –                        | –                        |      |

## Radsport

### BMX
| Athleten      | Wettbewerb | Qualifikation | Qualifikation | Viertelfinale | Viertelfinale | Halbfinale | Halbfinale | Finale | Finale | Rang |
| Athleten      | Wettbewerb | Zeit          | Rang          | Punkte        | Rang          | Zeit       | Rang       | Zeit   | Rang   | Rang |
| ------------- | ---------- | ------------- | ------------- | ------------- | ------------- | ---------- | ---------- | ------ | ------ | ---- |
| Frauen        |            |               |               |               |               |            |            |        |        |      |
| Ketlin Tekkel | Race       | 49,300 s      | 13            | –             | –             | –          | –          | –      | –      |      |

### Mountainbike
| Athleten     | Wettbewerb    | Zeit (h)   | Rang       |
| ------------ | ------------- | ---------- | ---------- |
| Frauen       |               |            |            |
| Maaris Meier | Cross-Country | überrundet | überrundet |
| Männer       |               |            |            |
| Martin Loo   | Cross-Country | 1:46:21    | 11         |

### Straße
| Athleten      | Wettbewerb      | Zeit                 | Rang                 |
| ------------- | --------------- | -------------------- | -------------------- |
| Frauen        |                 |                      |                      |
| Liisi Rist    | Straßenrennen   | 3:34:09              | 41                   |
| Liisi Rist    | Einzelzeitfahrt | 36:21,96             | 24                   |
| Männer        |                 |                      |                      |
| Martin Laas   | Straßenrennen   | 5:33:39              | 28                   |
| Aksel Nõmmela | Straßenrennen   | 5:42:09              | 47                   |
| Risto Raid    | Straßenrennen   | 5:42:19              | 49                   |
| Risto Raid    | Einzelzeitfahrt | nicht angetreten     | nicht angetreten     |
| Mihkel Raim   | Straßenrennen   | Rennen nicht beendet | Rennen nicht beendet |

## Ringen
| Athleten                         | Wettbewerb        | 1. Runde             | 1. Runde | Achtelfinale     | Achtelfinale | Viertelfinale      | Viertelfinale | Halbfinale   | Halbfinale | Hoffnungsrunde Viertelfinale | Hoffnungsrunde Viertelfinale | Hoffnungsrunde Halbfinale | Hoffnungsrunde Halbfinale | Hoffnungsrunde Finale | Hoffnungsrunde Finale | Finale | Finale   | Rang   |
| Athleten                         | Wettbewerb        | Gegner               | Ergebnis | Gegner           | Ergebnis     | Gegner             | Ergebnis      | Gegner       | Ergebnis   | Gegner                       | Ergebnis                     | Gegner                    | Ergebnis                  | Gegner                | Ergebnis              | Gegner | Ergebnis | Rang   |
| -------------------------------- | ----------------- | -------------------- | -------- | ---------------- | ------------ | ------------------ | ------------- | ------------ | ---------- | ---------------------------- | ---------------------------- | ------------------------- | ------------------------- | --------------------- | --------------------- | ------ | -------- | ------ |
| Freistil Frauen                  |                   |                      |          |                  |              |                    |               |              |            |                              |                              |                           |                           |                       |                       |        |          |        |
| Epp Mäe                          | Klasse bis 75 kg  | –                    | –        | Swetlana Sajenko | 1:3          | –                  | –             | –            | –          | –                            | –                            | –                         | –                         | –                     | –                     | –      | –        |        |
| griechisch-römischer Stil Männer |                   |                      |          |                  |              |                    |               |              |            |                              |                              |                           |                           |                       |                       |        |          |        |
| Silver Togen                     | Klasse bis 75 kg  | Petru Sevciuc        | 1:4      | –                | –            | –                  | –             | –            | –          | –                            | –                            | –                         | –                         | –                     | –                     | –      | –        |        |
| Eerik Aps                        | Klasse bis 85 kg  | –                    | –        | Emil Sandahl     | 3:1          | Nenad Žugaj        | 0:3           | –            | –          | –                            | –                            | –                         | –                         | –                     | –                     | –      | –        |        |
| Ardo Arusaar                     | Klasse bis 98 kg  | Vladislav Metodievl  | 3:0      | Islam Magomedow  | 0:3          | –                  | –             | –            | –          | Oliver Hassler               | 3:1                          | Orxan Nuriyev             | 0:3                       | –                     | –                     | –      | –        |        |
| Heiki Nabi                       | Klasse bis 130 kg | –                    | –        | –                | –            | Sebastian Lönnborn | 3:0           | Rıza Kayaalp | 0:3        | –                            | –                            | –                         | –                         | Bálint Lám            | 3:0                   | –      | –        | Bronze |
| Freistil Männer                  |                   |                      |          |                  |              |                    |               |              |            |                              |                              |                           |                           |                       |                       |        |          |        |
| Aleksei Baskakov                 | Klasse bis 57 kg  | Theocharis Kalanidis | 3:1      | Sezer Akgül      | 3:0          | –                  | –             | –            | –          | –                            | –                            | –                         | –                         | –                     | –                     | –      | –        |        |
| Ragnar Kaasik                    | Klasse bis 97 kg  | Ibrahim Saidau       | 0:4      | –                | –            | –                  | –             | –            | –          | –                            | –                            | –                         | –                         | –                     | –                     | –      | –        |        |

## Schießen
| Athleten         | Klasse  | Wettbewerb                           | Qualifikation   | Qualifikation | Finale          | Finale | Rang |
| Athleten         | Klasse  | Wettbewerb                           | Ringe/ Scheiben | Rang          | Ringe/ Scheiben | Rang   | Rang |
| ---------------- | ------- | ------------------------------------ | --------------- | ------------- | --------------- | ------ | ---- |
| Frauen           |         |                                      |                 |               |                 |        |      |
| Anzela Voronova  | Gewehr  | Luftgewehr 10 m                      | 408,1           | 34            | –               | –      |      |
| Anzela Voronova  | Gewehr  | Kleinkaliber Dreistellungskampf 50 m | 575             | 22            | –               | –      |      |
| Vera Rumiantseva | Pistole | Luftpistole 10 m                     | 360             | 34            | –               | –      |      |
| Vera Rumiantseva | Pistole | Sportpistole 25 m                    | 560             | 28            | –               | –      |      |
| Männer           |         |                                      |                 |               |                 |        |      |
| Meelis Kiisk     | Gewehr  | Luftgewehr 10 m                      | 622,2           | 19            | –               | –      |      |
| Meelis Kiisk     | Gewehr  | Kleinkaliber Dreistellungskampf 50 m | 1140            | 22            | –               | –      |      |
| Meelis Kiisk     | Gewehr  | Kleinkaliber liegend 50 m            | 616,0           | 8             | 80,2            | 8      | 8    |
| Peeter Olesk     | Pistole | Luftpistole 10 m                     | 570             | 26            | –               | –      |      |
| Peeter Olesk     | Pistole | Sportpistole 25 m                    | 559             | 20            | –               | –      |      |

## Triathlon
| Athleten        | Wettbewerb | Zeit (h) | Rang |
| --------------- | ---------- | -------- | ---- |
| Frauen          |            |          |      |
| Kaidi Kivioja   | Einzel     | 2:08:55  | 28   |
| Männer          |            |          |      |
| Aleksandr Latin | Einzel     | 1:49:21  | 4    |

## Wassersport

### Schwimmen
Hier finden Jugendwettbewerbe statt. Bei den Frauen ist das die U17 (Jahrgang 1999) und bei den Männern die U19 (Jahrgang 1997).
| Athleten                                                    | Wettbewerb          | Vorlauf     | Vorlauf | Halbfinale | Halbfinale | Finale      | Finale | Rang |
| Athleten                                                    | Wettbewerb          | Zeit        | Rang    | Zeit       | Rang       | Zeit        | Rang   | Rang |
| ----------------------------------------------------------- | ------------------- | ----------- | ------- | ---------- | ---------- | ----------- | ------ | ---- |
| Frauen                                                      |                     |             |         |            |            |             |        |      |
| Kertu Ly Alnek                                              | 50 m Freistil       | 27,24 s     | 31      | -          | -          | -           | -      |      |
| Kertu Ly Alnek                                              | 100 m Freistil      | 58,61 s     | 27      | -          | -          | -           | -      |      |
| Kertu Ly Alnek                                              | 200 m Freistil      | 2:08,59 min | 39      | -          | -          | -           | -      |      |
| Margaret Markvardt                                          | 50 m Rücken         | 30,40 s     | 23      | -          | -          | -           | -      |      |
| Margaret Markvardt                                          | 50 m Schmetterling  | 28,34 s     | 22      | -          | -          | -           | -      |      |
| Margaret Markvardt                                          | 100 m Schmetterling | 1:04,09 min | 28      | -          | -          | -           | -      |      |
| Margaret Markvardt                                          | 200 m Lagen         | 2:23,69 min | 22      | -          | -          | -           | -      |      |
| Margaret Markvardt                                          | 400 m Lagen         | 5:05,08 min | 13      | -          | -          | -           | -      |      |
| Männer                                                      |                     |             |         |            |            |             |        |      |
| Maksim Akavantsev                                           | 200 m Brust         | 2:30,07 min | 33      | -          | -          | -           | -      |      |
| Andrei Gussev                                               | 50 m Rücken         | 26,65 s     | 16      | -          | -          | -           | -      |      |
| Andrei Gussev                                               | 100 m Rücken        | 57,48 s     | 26      | -          | -          | -           | -      |      |
| Andrei Gussev                                               | 200 m Rücken        | 2:07,06 min | 25      | -          | -          | -           | -      |      |
| Silver Hein                                                 | 100 m Brust         | 1:04,92 min | 27      | -          | -          | -           | -      |      |
| Silver Hein                                                 | 200 m Lagen         | 2:09,64 min | 33      | -          | -          | -           | -      |      |
| Silver Hein                                                 | 400 m Lagen         | 4:37,83 min | 36      | -          | -          | -           | -      |      |
| Werner-Erich Kulla                                          | 50 m Brust          | 29,32 s     | 7       | -          | -          | -           | -      |      |
| Karel Seli                                                  | 50 m Brust          | 30,34 s     | 37      | -          | -          | -           | -      |      |
| Karel Seli                                                  | 100 m Brust         | 1:07,77 min | 37      | -          | -          | -           | -      |      |
| Karel Seli                                                  | 200 m Lagen         | 2:16,58 min | 45      | -          | -          | -           | -      |      |
| Cevin Siim                                                  | 100 m Freistil      | 51,91 s     | 36      | -          | -          | -           | -      |      |
| Cevin Siim                                                  | 50 m Schmetterling  | 25,49 s     | 39      | -          | -          | -           | -      |      |
| Cevin Siim                                                  | 100 m Schmetterling | 56,38 s     | 34      | -          | -          | -           | -      |      |
| Nikita Tsernosev                                            | 50 m Freistil       | 23,33 s     | 14      | 23,21 s    | 12         | -           | -      |      |
| Nikita Tsernosev                                            | 100 m Freistil      | 52,14 s     | 44      | -          | -          | -           | -      |      |
| Daniel Zaitsev                                              | 50 m Freistil       | 23,07 s     | 6       | 23,00 s    | 8          | 22,99 s     | 8      | 8    |
| Daniel Zaitsev                                              | 50 m Schmetterling  | 24,49 s     | 10      | 24,43 s    | 10         | -           | -      |      |
| Daniel Zaitsev                                              | 100 m Schmetterling | 54,22 s     | 7       | 54,05 s    | 7          | 54,15 s     | 7      | 7    |
| Mixed                                                       |                     |             |         |            |            |             |        |      |
| Kertu Ly Alnek Margaret Markvardt Cevin Siim Daniel Zaitsev | 4 × 100 m Freistil  | 3:39,83 min | 7       | -          | -          | 3:38,32 min | 6      | 6    |